# The Yes Men fix the world
The Yes Men fix the world és una pel·lícula documental del 2009 sobre les intervencions de culture jamming del duo d'activistes socials estatunidencs The Yes Men. La pel·lícula es va estrenar a Nova York i Los Angeles el 23 d'octubre de 2009.